# اس‌اس جان استگ
اس‌اس جان استگ (به انگلیسی: SS John Stagg) یک کشتی بود. این کشتی در سال ۱۹۴۳ ساخته شد.